# Sarapaka
Sarapaka là một thị trấn thống kê (census town) của quận Khammam thuộc bang Andhra Pradesh, Ấn Độ.

## Nhân khẩu
Theo điều tra dân số năm 2001 của Ấn Độ, Sarapaka có dân số 16.973 người. Phái nam chiếm 51% tổng số dân và phái nữ chiếm 49%. Sarapaka có tỷ lệ 65% biết đọc biết viết, cao hơn tỷ lệ trung bình toàn quốc là 59,5%: tỷ lệ cho phái nam là 73%, và tỷ lệ cho phái nữ là 58%. Tại Sarapaka, 13% dân số nhỏ hơn 6 tuổi.